# 롯데뮤지엄
롯데뮤지엄은 롯데문화재단에서 운영하는 미술관이다. 2018년 1월 26일에 개관하였으며, 롯데월드타워 7층에 위치하고 있다.

## 역사
롯데뮤지엄은 2018년 1월 26일에 개관하였으며, 댄 플래빈의 초기 작품 14점을 전시하는 《댄 플래빈,위대한 빛》을 개관 전시로 개최하였다.